# Antiblemma partita
Antiblemma partita là một loài bướm đêm trong họ Erebidae.